# Kocabaş, Honaz
Kocabaş là một thị trấn thuộc huyện Honaz, tỉnh Denizli, Thổ Nhĩ Kỳ. Dân số thời điểm năm 2010 là 6.559 người.